# Болгарське національне відродження

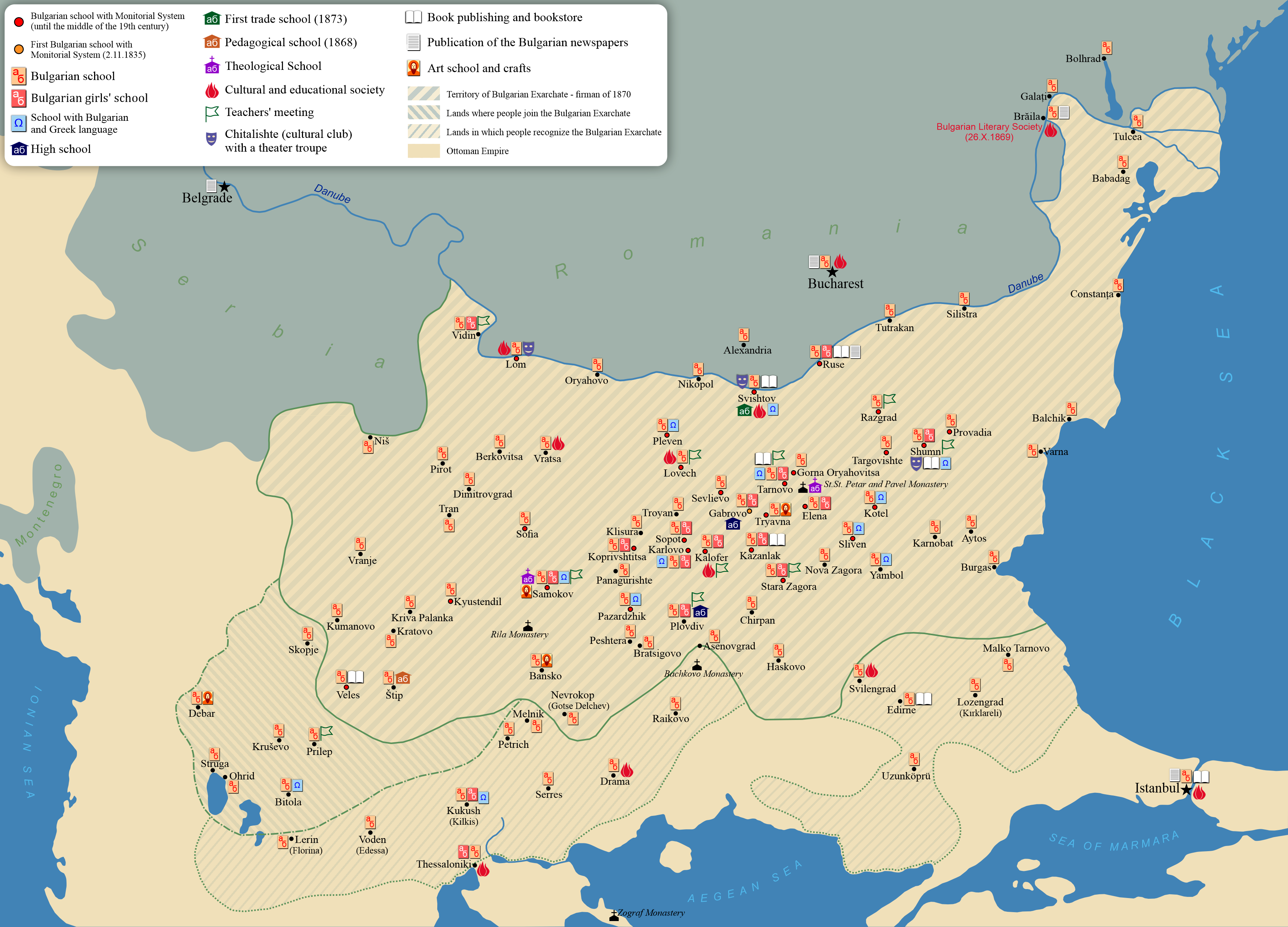
Мапа Болгарського національного відродження

Болгарське національне відродження (болг. Българското национално възраждане) — період болгарської історії (кінець XVIII—XIX ст.), пов'язаний з утворенням новочасної політичної болгарської нації та її боротьбою за звільнення від османського гніту.
Цей політико-культурницький рух характеризувався зростанням національної свідомості, зверненням до своєї історичної минувшини, увагою до сучасного національного просвітницького процесу, формування болгарської освіти, літературної норми болгарської мови, відображенням болгарських традицій у професійному мистецтві тощо.
У цей час зароджуються нові форми культурної діяльності — світські школи, читалиште, аматорські театри. З'являються перші навчальні посібники, газети й часописи, що друкувалися по-болгарськи. Спершу їх видавали у Румунії та Австро-Угорщині, а вже згодом — і в самі́й Османській імперії. Важливою складовою національного відродження була боротьба за самостійність Болгарського екзархату.

## Періодизація
1-    Раннє відродження – від XVIII до початку ХІХ ст
2-   Справжнє відродження – від реформ 20-х років до Кримської війни (1853-1865)
3-   Зріле відродження – від Кримської війни до звільнення Болгарії 1878 року.

## Суспільно-економічні передумови
Низка воєнних поразок, криза суспільно-політичної системи, протистояння Стамбулу і периферії, втрата контролю над васально залежними державами створили необхідність реформування Османської імперії. 1839 року розпочалися перетворення, які ввійшли до історії як «Танзімат»: утворено меджліси – дорадчі органи за участю немусульман; схвалено карний та комерційний кодекси; засновано світські школи; вдосконалено земельні відносини. Деякі дослідники схильні розглядати ці реформи як передумови відродження. Водночас, збитки, яких османи зазнали у ході Кримської війни, призвели до заборгованості Порти перед Заходом. Паризький мир 1856 року посилив опіку західних державою над Туреччиною, що змушувало до реформ. 1856 року указ султана підтвердив громадянські права усіх підданих імперії незалежно від віросповідання і задекларував право немусульман займати посади в адміністрації і війську. Наступним кроком було прийнято закони стосовно аграрних відносин, податкової та судової систем, підприємництва та освіти, що мали прискорити європеїзацію Османської імперії. Ці зміни вплинули і на Болгарію: у ній сформувалися аграрна буржуазія. Купецькі компанії та мануфактури, а в 60-70 роках ХІХ ст. з’явилися і перші фабрики з паровими машинами. Так зміцнюються позиції прошарку заможних людей, зацікавлених в оновленні господарського і суспільного життя, і добробуті батьківщини.

## Початки національного самоусвідомлення
Збільшення контактів із Заходом сприяло проникненню від середини XVIII ст. ідей європейського Просвітництва, а в першій половині ХІХ ст. – романтизму. Просвітництво дало поштовх для розвитку освіти, поглиблення знань, а романтизм сприяв зверненню до етнічних коренів та самоусвідомленню, утвердженню права на самоствердження.
Цей період від 1750-х до 1870-х традиційно називають болгарським національним відродженням, хоч термін є дискутивним.

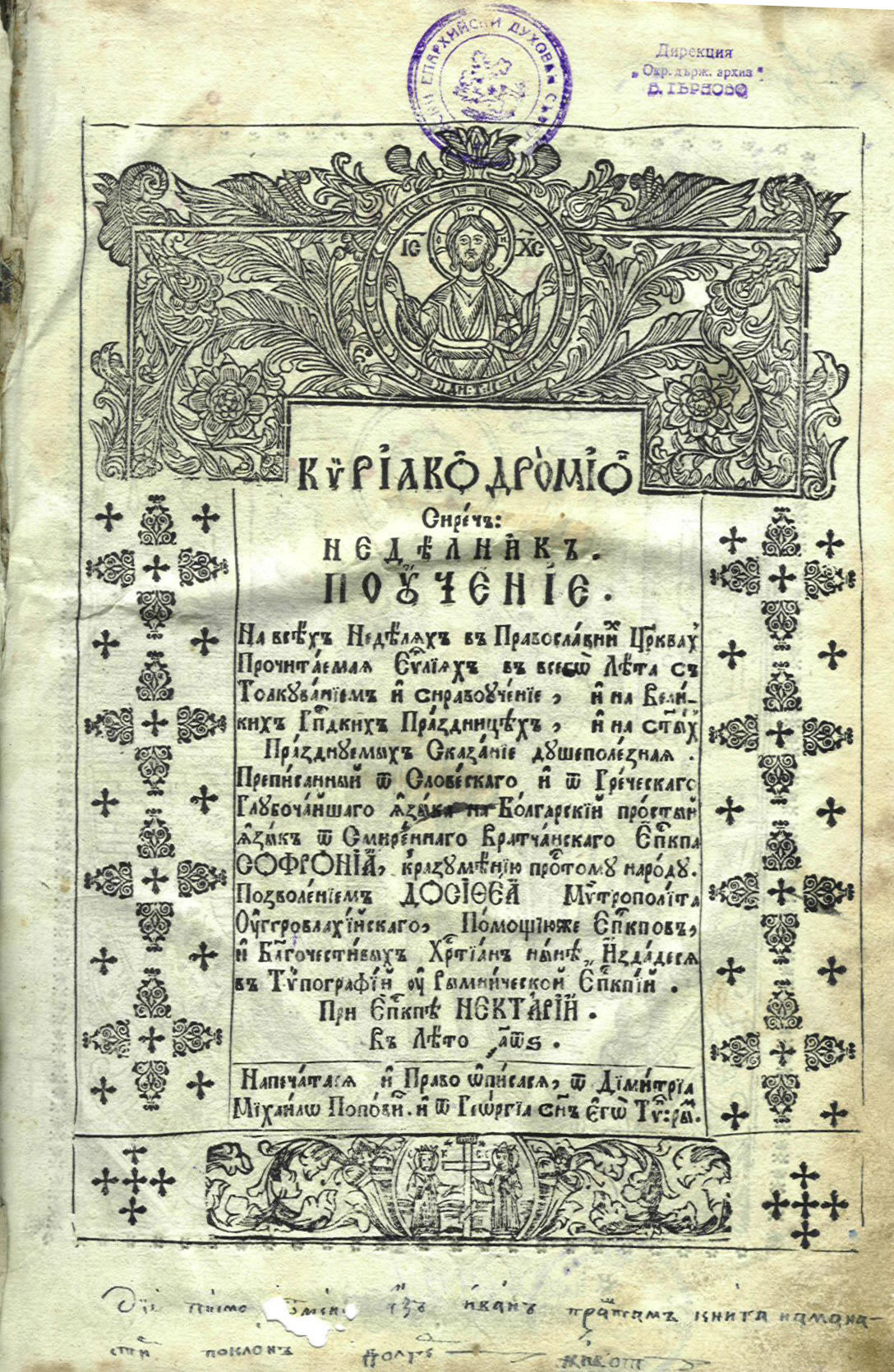
Обкладинка "Недільника" Софронія Врачанського

Початки національного відродження напряму пов’язуються з діяльністю Паїсія Хілендарського, зокрема його працею «Історія слов’яноболгарська», у якій він піднесено зображає болгарське минуле, щоб пробудити національні почуття співвітчизників. У цій праці обґрунтовується історичне право болгар на свободу та власну державу. Після завершення роботи над книгою Паїсій Хілендарський вирушив у подорож Болгарією, щоб ознайомити з нею болгар. На сьогодні відомо близько 50 рукописних копій цієї праці. На основі Історії Паїсія Хілендарського просвітник і педагог Х.Павловіч скомпонував перший підручник х історії Болгарії під назвою «Царственник» (1844). Послідовником Паїсія став сященник з гірського містечка Котел, а наприкінці життя єпископ Врачанський Софроній (1739-1814). Він уклав кілька збірників церковно-релігійного і світського характеру, сприяючи поширенню просвітницьких ідей. Збірник проповідей і повчань «Недільник» , який він видав 1896 р. у Бухаресті, був першою новоболгарською друкованою книжкою, призначеною для церковних потреб і домашнього читання. Дослідник творчості Софронія П.Атанасов вважає, що автор надихався «Учительним Євангелієм» Івана Федорова.

## Освіта

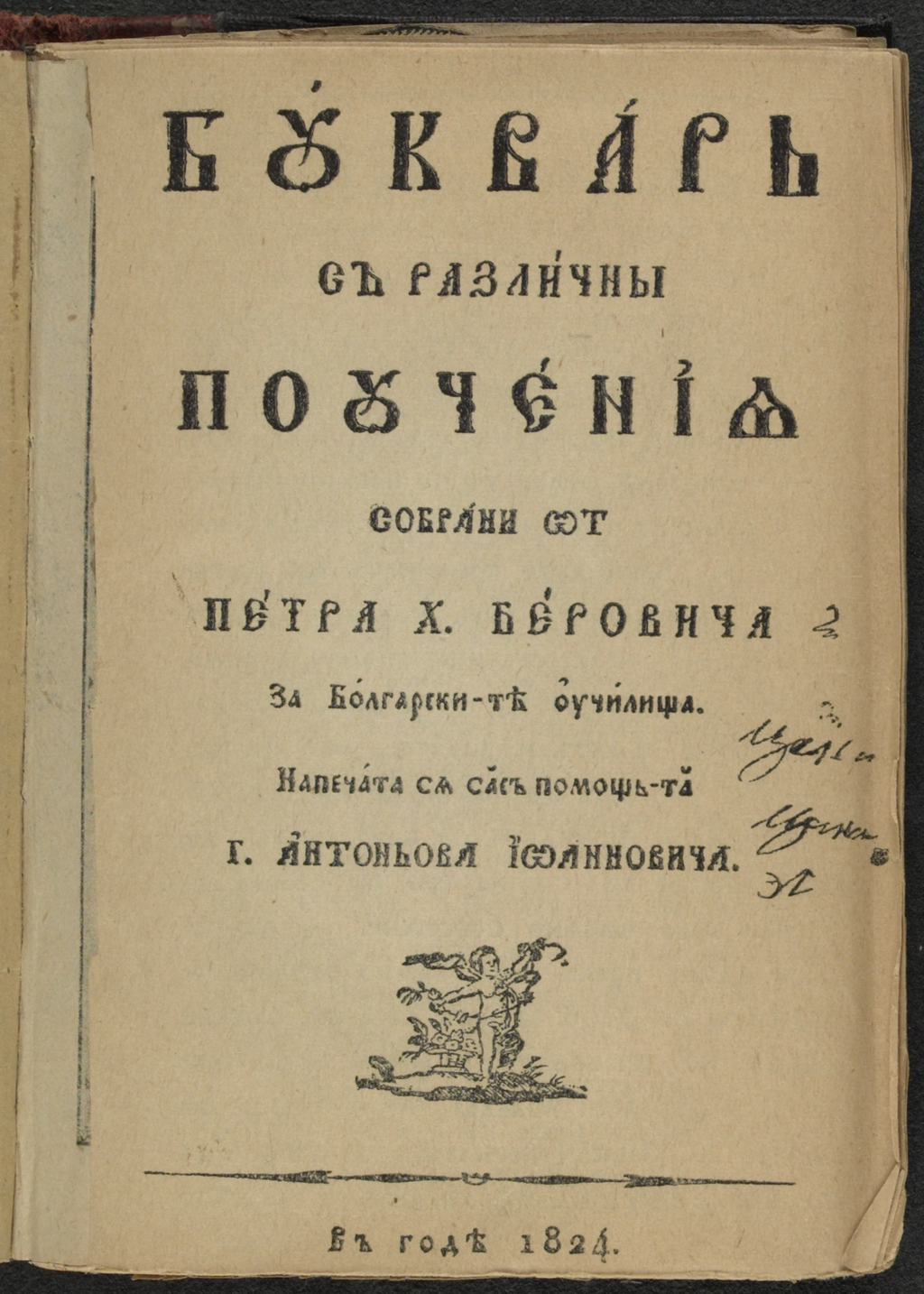
Титульна сторінка "Рибного" букваря

Від другої половини XVIII ст. кількість келійних шкіл у Болгарії зростає вдвічі (зі 100 до 200 на початку ХІХ ст.), але й ця кількість не задовольняла освітніх потреб. Заможніші болгари віддавали своїх дітей до грецьких світських шкіл, що давали новочасні знання, але еллінізували своїх вихованців. Тому у 10-20-х роках ХІХ ст. болгарські педагоги почали засновувати двомовні елліно-болгарські школи грецького зразка. Такі школи були створені в містах Карлово, Слівен, Котел, Свіштов. Вони стали перехідним етапом до болгарської національної школи.
Поштовхом до її створення стало видання 1824 року ученим-енциклопедистом Петиром Бероном у м. Брашов (Волощина) першого болгарського букваря, названого «Рибним» через зображення на обкладинці. Автор-укладач не був учителем, він закінчив медичний факультет Мюнхенського університету, де здобув професію лікаря і вчений ступінь доктора. Рибний буквар був не лише навчальним посібником, але й малою енциклопедією, містив коротку граматику, основи арифметики, природознавства тощо.
Найбільше до розвитку шкільництва спричинився високоосвічений болгарин (навчався в німецькій гімназії Брашова і на мед.факультеті Віденського університету) Васіл Априлов (1789-1847). Проживаючи в Одесі, де успішно торгував, він разом з іншим одеським купцем-болгарином Ніколаєм Палаузовим зібрав пожертви, на які 1835 р. у м.Габрово було відкрито прогімназію. 1872 року стала повною гімназією. Кілька років її очолював відомий просвітник, педагог і літератор Неофіт Рилський (бл.1793-1881). 
Упродовж ХІХ ст. виникають світські школи і в 70-х роках їх нараховувалося понад 1,5 тисяч, але лише деякі з них прирівнювалися до гімназії. Тривалий час у болгарських школах навчалися лише хлопчики, але 1840 р. у м.Плевен була створена перша жіноча школа, яка поклала початок іншим. Усі ці школи існували на громадських засадах: їх утримували місцеві громади.
1865 року губернатор Дунайського еялету Мідхат-паша розпорядився об’єднати болгарські та турецькі школи, що спричинило б османізацію болгар. Але протести громадськості врятували болгарську національну школу.
Існували також кілька фахових шкіл, зокрема, учительська семінарія у Пловдиві, торговельна школа у Свіштові. А вищу освіту болгари здобували закордоном, зокрема в Російській імперії, здебільшого в університетах Києва, Одеси, Миколаєва, Харкова. Наприкінці 70-х ХІХ ст. у Болгарії налічувалося 8-10 тисяч осіб розумової праці, найбільшу групу (близько 4 тис. осіб) становили вчителі. Для потреб школи видавали численні підручники, словники і довідники. Зокрема, 1835 р. з’явилася книга Н.Бозвелі та Е.Васкідовіча «Слов’яно-болгарське виховання дітей».

## Книгодрукування. Періодика. Читальні
Тривалий час поодинокі книги, надруковані за кордоном, не могли задовольнити культурні потреби болгар. Лише з 30-х років ХІХ ст. друкована книга витіснила рукописну. Хоча більшість книг все ще друкували за кордоном, але поступово болгарська книга виходить друком на батьківщині: у м.Самоково (друкарня Н.Карастоянова) та Пловдіві (видавництва Хр.Данова і В.Манчева). Упродовж 1835-1878 р. лише завдяки Хр.Данову побачило світ 145 видань. Велику роль у розвитку болгарського книгодруку відіграла модерна друкарня, заснована 1848 р. у Константинополі І.Богоровим. Загалом з 1806 до 1877 р. було видруковано приблизно 1800 болгарських видань.

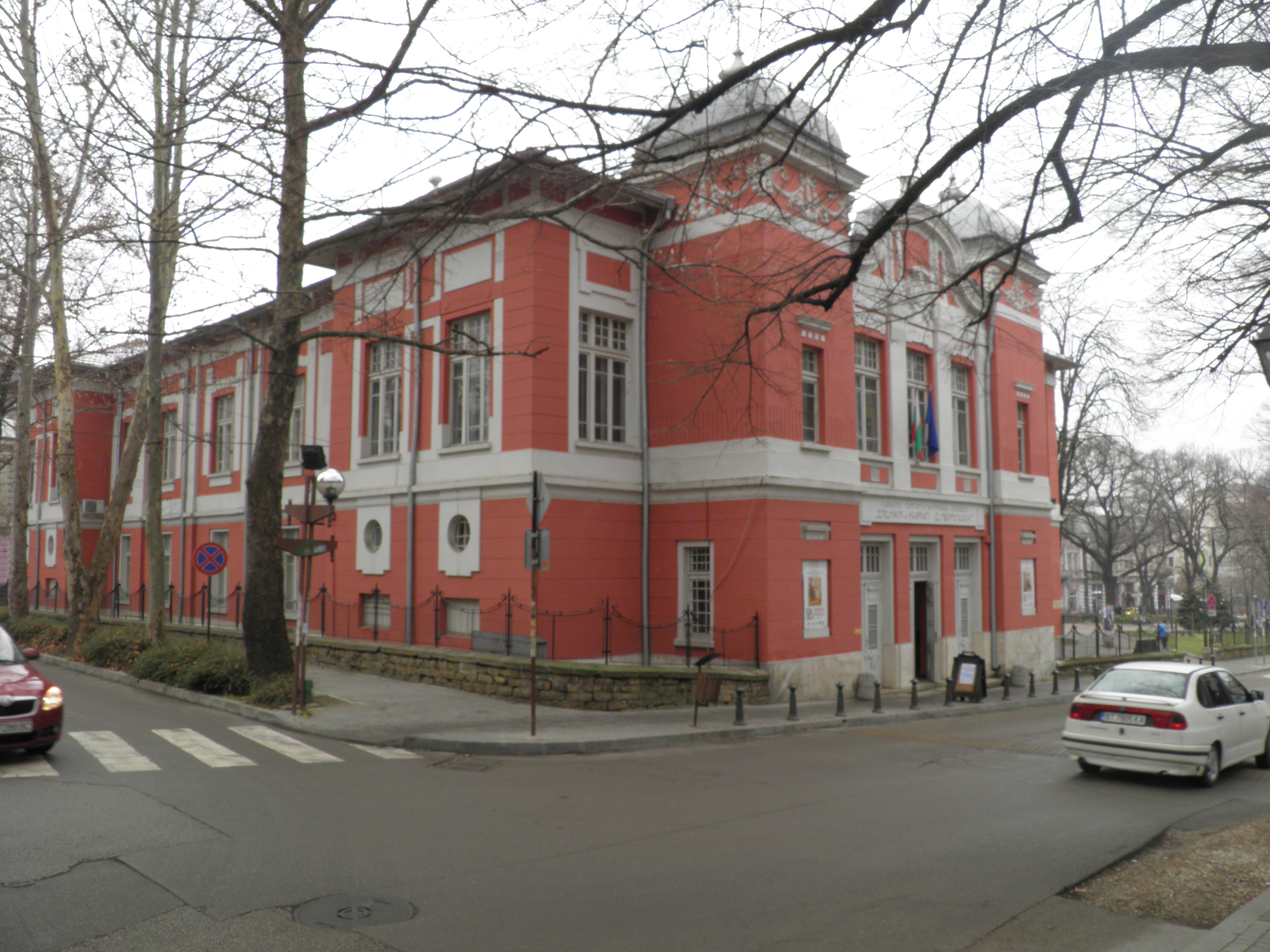
Читальня у Свіштові

У 40-х роках ХІХ ст. з’являються перші болгарські періодичні видання. Засновником болгарської журналістики вважають Константина Фотінова, який у 1844-1846 рр. видав у місті Смірна (тепер Ізмір) 24 випуски журналу енциклопедичного характеру «Любословие». 1846 року у Лецпцизі вийшла перша болгарська газета – «Български орел» (ред. Іван Богоров). Упродовж 1848-1862 року виходила газета «Цариградски вестник».
У 1860-1870 роках кількість газет вже сягала 40. Патріотичні видання виходили за кордоном (у Сербії «Дунавски лебед», у Румунії «Народност», «Свобода», «Независимост», «Знаме»), а лояльні до осман – у турецькій столиці («България», «Век», «Напредък», «Ден», «Македония»).
Розвиток освіти, книгодрукування і преси стимулювали появу чителень. 1856 р. у м.Свіштов з’явилася перша така установа, а наприкінці 1870 їх було понад 130. У читальнях формували бібліотеки, створювали фахові і самодіяльні гуртки, організовували обговорення різних тем.

## Архітектура

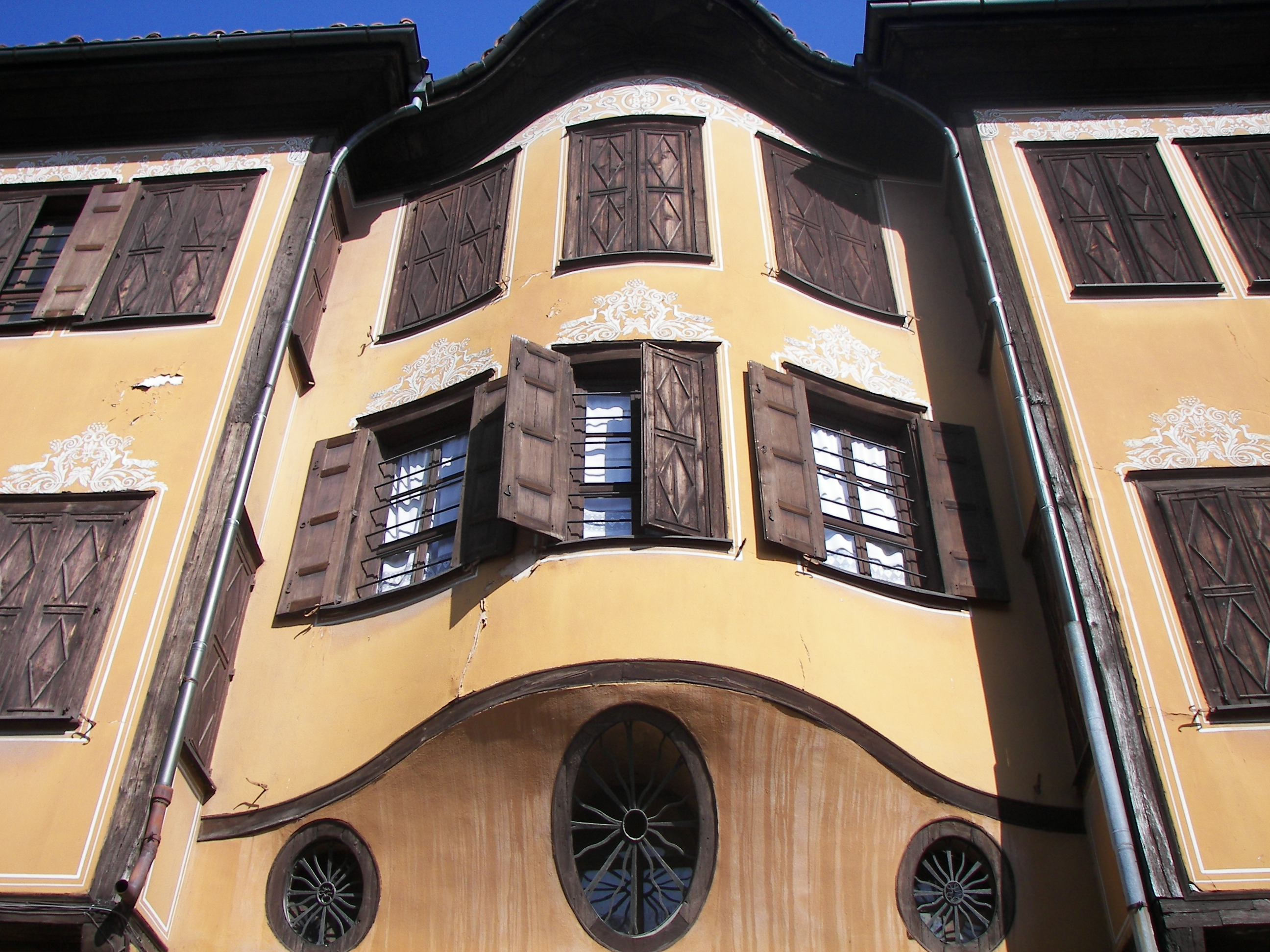
Фасад будинку в Пловдиві

Болгари, отримавши незалежність, створили свій оригінальний стиль архітектури. Старе місто Пловдива  — це живий музей типу архітектури національного відродження.

## Поширення наукових знань
Оскільки важливим питанням національного відродження була мова, то особливо значними був розвиток мовознавства. В основу болгарської літературної мови було покладено східноболгарські діалекти. Важливу роль у кодифікації болгарської відіграли учителі-філологи Н.Рільський, Н.Бозвелі, Н.Геров, Й.Груев. Особливу цінність становить «Словник болгарської мови..» над яким Н.Геров працював майже все життя.
Розвитку історії сприяла праця закарпатського українця Юрія Гуци (Венеліна), який 1829 у Москві опублікував працю «Древние и нынешние болгары…». Більшість історичних праць того часу мала компілятивний характер, бо писали їх переважно нефахівці (Хр.Павловіч, В.Апрілов, Г.Раковський). Але вже у третій чверті ХІХ ст. з’явилися болгарські професійні історики – Сп.Палаузов та Марин Дринов, які працювали в Російській імперії.
У цей час зростає інтерес і до інших галузей знань, з яких виходять численні статі в періодиці та окремі брошури. 1869 року болгарські вчені і громадсько-культурні діячі заснували в румунському Бреїлу «Българско книжовно дружество», що стало підвалиною майбутньої академії наук.

## Рух за автокефалію
Заміна етнополітичної свідомості на конфесійну у період османського панування допомагало чинити опір туркам, але полегшувало еллінізацію болгар. Остання проблема загострилася з утворенням Грецької держави (1830), коли виникла ідея перетворити Грецію на державу в кордонах Візантійської імперії, до складу якої мали б увійти і болгарські землі.

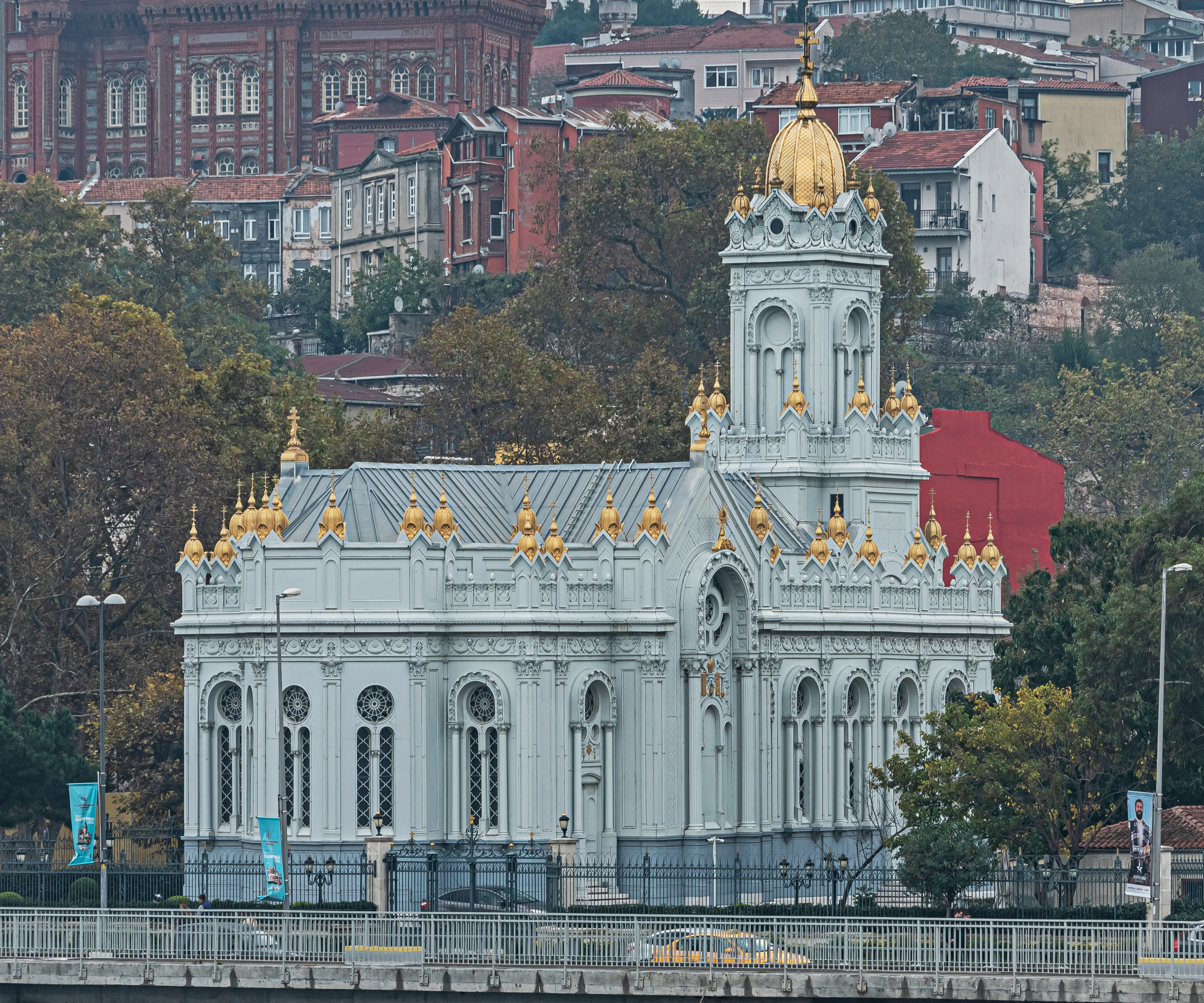
Церква Св.Стефана у Стамбулі

1838 року у м.Тирново через зневагу до болгар грецького єпископа виникли масові протести, що охопили єпархію. Після урівняння в правах усіх підданих імперії 1839 року громада почала вимагати усунення грецького владики. Але константинопольський патріарх вдхилив цю вимогу і домігся 1841 року ув’язнення лідера протесту Н.Бозвелі у Хілендарському монастирі, однак той 1644 року самовільно залишив келію і оселився в турецькій столиці. Разом з Ілларіоном Макаріопольським вони уклали і подали турецькому уряду петицію з вимогами: призначати в болгарських єпархіях єпископами тільки болгар; 2) єпископів обирають вірні; 3) для єпископів встановлюється платня; 4) болгари мають право на створення у Константинополі офіційного предаствництва. Коли ж Порта відхилила вимоги, у Тирново, Софії, Видині, Самокові, Пловдиві розгорнулася кампанія проти грецьких владик. 1848 року Порта дала дозвіл на будівництво в столиці церкви св. Стефана, відкриття друкарні та видання болгарської газети. 1851 року у Константинополі було створено болгарську громаду, яка координувала подальший рух за незалежну церкву.

#### «Болгарський Великдень»
Після Кримської війни болгарський національно-церковний рух вступив у вирішальну фазу. 1856 року болгари звернулися до султана з клопотанням про утворення болгарської церкви, але його було відхилено. Це призвело до загострення болгарсько-грецьких взаємин на місцях за храми. 3 квітня 1860 року під час Великоднього Богослужіння у церкві св. Стефана у Константинополі болгарські священослужителі не назвали імені константинопольського патріарха, тобто не визнали своїм зверхником. Ця акція увійшла в історію як «Болгарський Великдень». Місцеві громади відмовилися приймати єпископів, призначених патріархом, не сплачували повинностей тощо. Першоієрархом своєї церкви болгари вважали єпископа Ілларіона Макаріопольського, 1861 року константинопольська патріархія заслала його у монастир Малої Азії.

#### Укладення унії з Римом
Невирішеність питання розкривала простір для маневрів, зокрема й укладання унії з Ватиканом. Цю ідею пропагувала газета «България», що виходила в Константинополі під редакцією Д.Цанкова. 1860 року він очолив делегацію зі ста духовних осіб, яка вручила католицькому архієпископу П.Бруноні адресоване Папі прохання про визнання самостійної Болгарської церкви, канонічно з’єднаної з Римом, за умов збереження східних традицій. Ця подія отримала назву Царгородської унії. 1861 року Римський папа висвятив архімандрита Йосифа Сокольського на архієпископа Болгарської унійної церкви. Однак російські політики спровокували кампанію проти унії, яку вели громадські діячі-русофіли Н.Геров і П.Славейков. Тим часом архієпископ Сокальський зник з Болгарії і опинився у Києво-Печерській лаврі, де залишався до кінця життя. Існує версія, що його було викрадено і насильно привезено до Києва. Без нього унійна церква занепала.

#### Дозвіл султана на утворення болгарського екзархату

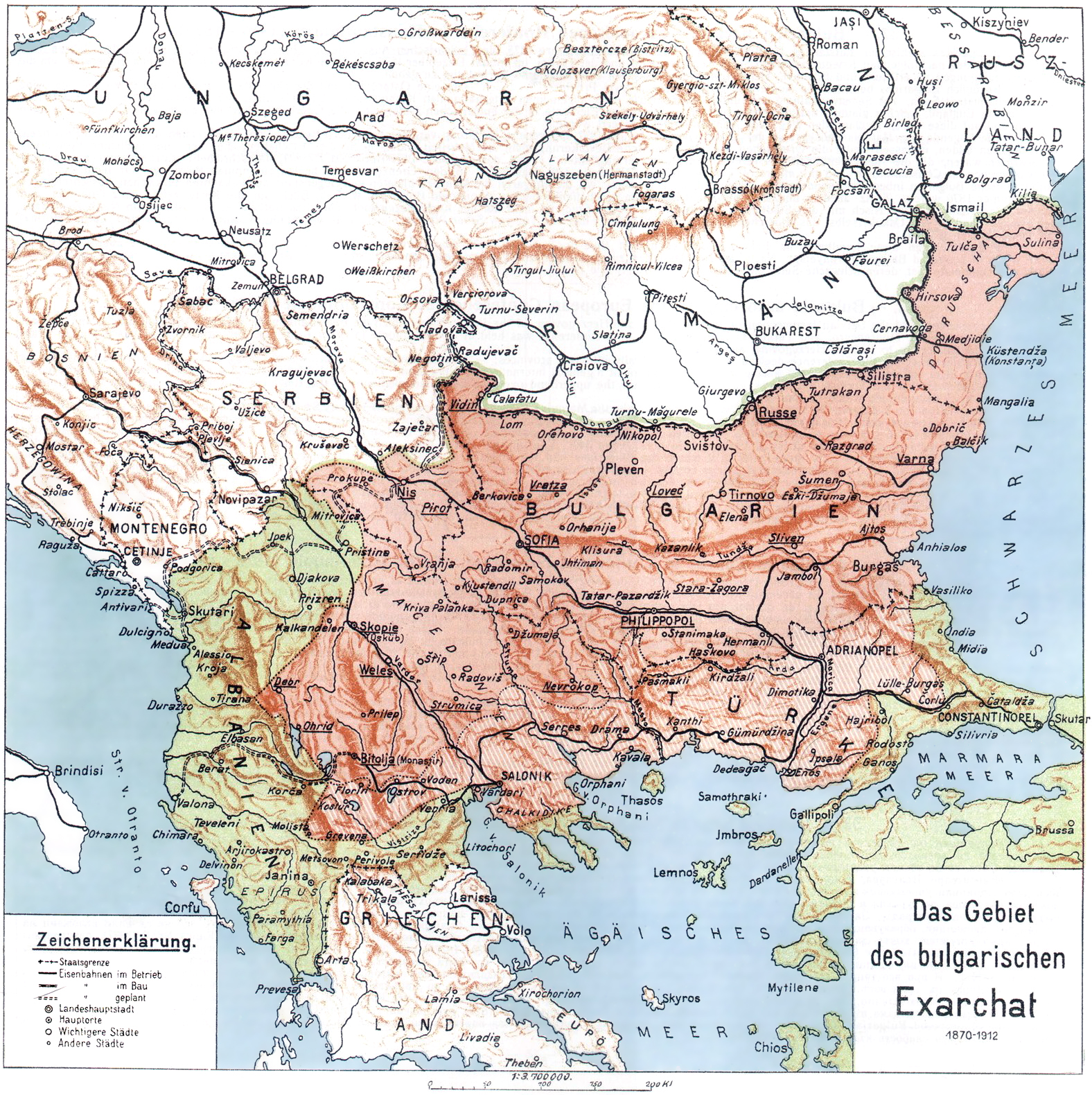
Карта Болгарської екзархії 1870-1913

У 1860-х роках церковне питання не сходило зі сторінок газет, ставши центральним для суспільства. Після загострення турецько-грецьких стосунків патріарх Григорій VI погодився надати Болгарській церкві самоврядування, але лише у Північній Болгарії, що не задовольнило болгар.
1868 року Хаджі Дімітир і Стефан Караджі здійснили похід в Болгарію, розбурхавши антитурецькі настрої. Щоб зменшити напругу 1879 року султан підписав фірман, згідно з яким Болгарська церква ставала самостійною структурою, формально лишаючись у складі Константинопольської патріархії.
До складу Болгарської церкви увійшло 15 єпархій, з можливістю розширення. У лютому 1871 року розпочав роботу Церковно-народний собор, який схвалив Статут екзархату. На початку 1872 року було обрано екзарха – віденського митрополита Антіма. 11 травня 1872 року Болгарська церква публічно проголосила свою самостійність. У свою чергу 16 вересня 1872 року Константинопольська патріархія назвала Болгарську церкву схизматичною, звинувативши її в єресі та віровідступництві. Цю схизму було знято лише 22 лютого 1945 року. Але тривалий час без визнання не перешкодив Болгарській церкві стати рушієм національного єднання.

## Діячі
- Паїсій Хилендарський — автор «Слов'яно-болгарської історії», один із початківців Болгарського відродження.
- Софроній Врачанський — автор Нєдельніка (болг. Неделник), першої друкованої книги новоболгарською мовою та автобіографії «Житіє та страждання грішного Софронія».
- Петар Берон — автор «Букваря з різними повчаннями» (так зв. «Рибного букваря»), що став першим болгарським підручником світського характеру.
- Васіл Априлов — творець світської болгарської школи («Апріловська гімназія»), заснованої на принципах взаїмного навчання.
- Неофіт Бозвелі — борець за незалежність болгарської церкви.
- Кирил Пейчинович — священнослужитель, релігійний письменник і просвітитель.
- Неофіт Рильський — відіграв важливу роль у становленні світської школи в Болгарії та методу взаїмного навчання.
- Райко Жинзифов — письменник, перекладач і громадський діяч.
- Костянтин Миладинов — поет і фольклорист.
- Димитр Миладинов — поет і фольклорист.
- Любен Каравелов — поет, письменник і революціонер.
- Петко Славейков — поет, публіцист, просвітник, громадський діяч і фольклорист.
- Марин Дрінов — історик, філолог і громадський діяч.